# فيل روجرز (صانع الفخار)
فيل روجرز (بالإنجليزية: Phil Rogers)‏ هو صانع الفخار أمريكي، ولد في 28 مايو 1951 في نيوبورت في الولايات المتحدة.